# Anthracothorax
Anthracothorax és un gènere d'ocells de la subfamília dels politmins (Polytminae) dins la família del troquílids (Trochilidae). Aquests colibrís habiten zones boscoses més o menys obertes, de la zona neotropical, incloent algunes illes del Carib.

## Llista d'espècies
S'han descrit 8 espècies dins aquest gènere:
- colibrí mango de Puerto Rico (Anthracothorax aurulentus).
- colibrí mango de la Hispaniola (Anthracothorax dominicus).
- colibrí mango de Jamaica (Anthracothorax mango).
- colibrí mango gorjanegre (Anthracothorax nigricollis).
- colibrí mango pitverd (Anthracothorax prevostii).
- colibrí mango de Veraguas (Anthracothorax veraguensis).
- colibrí mango gorjaverd (Anthracothorax viridigula).
- colibrí mango cuablau (Anthracothorax viridis).